# Hipobetalipoproteinemija
Hipobetalipoproteinemija je naziv za stanja u kojim je smanjena koncentracija beta-lipoproteina, tj. lipoproteina male gustoće (LDL), u krvi čovjeka.
Stanje je uzrokovano određenim genetičkim poremećajim (iako smanjen LDL u krvi može biti i posljedica slabe prehrane, teških bolesti i teških stanja, kao što su npr. maligne bolesti, hipertireoidizam, bolesti jetre). Razlikujemo sljedeće hipobetalipoproteinemije:
- abetalipoproteinemija
- obiteljska hipobetalipoproteinemija
- Andersonova bolest (naziva se i engl. "chylomicron retention disease"), uzrokovana mutacijom gena SAR1B

|  | Molimo pročitajte upozorenje o korištenju medicinskih informacija. Ne provodite liječenje bez savjetovanja s liječnikom! |